# Jelena Podkaminská
Jelena Podkaminská (rusky Елена Ильинична Подкаминская, Jelena Iljinična Podkaminskaja; * 10. dubna 1979 Moskva) je ruská divadelní a filmová herečka, která na filmovém plátně debutovala v roce 2002 ve filmu Poirotův neúspěch.

## Soukromý život
Narodila se roku 1979 v Moskvě. V roce 2005 absolvovala Divadelní institut Borise Ščukina, ve třídě Alexandra Širvindta.

## Výběr filmografie
| Rok  | Film                                                  | Role     |
| ---- | ----------------------------------------------------- | -------- |
| 2002 | Poirotův neúspěch (Неудача Пуаро)                     |          |
| 2002 | Joker (Джокер)                                        | Lida     |
| 2003 | Kodex cti 2 (Кодекс чести 2)                          | Ina      |
| 2003 | Konvalinka stříbrná 2 (Ландыш серебристый 2)          |          |
| 2007 | Andersen. Život bez lásky (Андерсен. Жизнь без любви) | Dorotea  |
| 2010 | O čem mluví muži (О чём говорят мужчины)              | Nasťa    |
| 2011 | O čem stále mluví muži (О чём ещё говорят мужчины)    | Nasťa    |
| 2012 | Kuchyně (tv seriál) (Кухня (сериал))                  | Victoria |
| 2014 | Kuchyň v Paříži (Кухня в Париже)                      | Victoria |
| 2016 | Kuchyň v Šanghaji (Кухня в Шанхае)                    | Victoria |